# Marian Sokołowski (historyk)
Marian Sokołowski (ur. 9 stycznia 1839 w Czyżewie Kościelnym, zm. 25 marca 1911 w Krakowie) – powstaniec styczniowy, ziemianin,  porucznik litewskiego pułku gwardii,  absolwent Uniwersytetu Kijowskiego, profesor Uniwersytetu Jagiellońskiego, historyk sztuki, konserwator zabytków i muzeolog.

## Życiorys
Syn Leopolda Prawdzic Sokołowskiego i Doroty z Ośniałowskich. W 1879 zawarł związek małżeński z Marią Skrzyńską, a ślub odbył się 2 lutego w Kobylance k. Gorlic, należącej do Skrzyńskich z Zagórzan.
W 1858 ukończył Gimnazjum Realne w Warszawie. Następne dwa lata miał poświęcić na studia, w charakterze słuchacza nadzwyczajnego, na kursach historycznych w Berlinie i Heidelbergu. Niektórzy (np. prof. Lech Kalinowski) powątpiewają jednak, czy rzeczywiście kształcił się na tych uniwersytetach, gdyż nie wspomina o tym w swoim curriculum vitae.
Od 1860 do 1864 roku przebywał w Paryżu, dokąd wyjechał studiować prawo. W końcu stycznia 1863 powrócił do Warszawy, pozostającej w stanie oblężenia, czym zapoczątkował okres intensywnej działalności politycznej i powstańczej. Zaprzyjaźniony z Karolem Ruprechtem (1821–1875) oraz Stefanem Bobrowskim (1841–1863), naczelnikiem miasta, Sokołowski został w początku marca 1863 mianowany komisarzem cywilno-politycznym na Ruś, wkrótce po tym jak Bobrowski stanął na czele Tymczasowego Rządu Narodowego, z ramienia Centralnego Narodowego Komitetu. Przed Sokołowskim postawiono niełatwe zadania organizowania w ogarniętym powstaniem kraju administracji powiatowej i systemu poboru podatków na Wołyniu, Podolu i Ukrainie, a także rozwiązanie kwestii włościańskiej. 17 maja 1863 – na skutek działalności rzekomo niezgodnej z linią Rządu Tymczasowego – Sokołowski został bezpodstawnie zdymisjonowany i skazany na śmierć. Jednakże sąd pod przewodnictwem Jana Majkowskiego (1828–1906) nie tylko uwolnił go od zarzutów, ale też pragnął utrzymać go na dotychczasowym stanowisku, na co ten jednak nie wyraził zgody i pod koniec 1863 powrócił przez Drezno do Paryża.
Okres paryski ukształtował kulturę umysłową Sokołowskiego. Tam nie tylko uzyskał absolutorium w École de droit i stopień licencjatu (1864), ale też zawiązał serdeczną i wieloletnią przyjaźń z Cypranem Kamilem Norwidem. Pamiątką tego jest 39 listów poety do Sokołowskiego, dedykowany mu szkic o Balladynie, ofiarowane wiersze i rysunki.
W latach 1865–1866 odbył podróż naukową do Grecji i na Wschód, z ekspedycją Ernesta Renana (1823–1892) i Alberta Dumonta (1842–1884). W marcu 1867 zwiedził Kolonię, wyjeżdżał też do Szwajcarii i Włoch, w których już wcześniej (ok. 1865) przebywał prawie rok, szczegółowo poznając Florencję i Rzym, a także Sycylię. W tym czasie utrzymywał Sokołowski ożywione kontakty towarzyskie i listowne z otoczeniem księcia Władysława Czartoryskiego (Hotel Lambert), Józefem Ignacym Kraszewskim, Julianem Klaczką, Adamem Asnykiem, Karolem Lanckorońskim. O pozycji towarzyskiej oraz intelektualnej Sokołowskiego najlepiej świadczy passus z listu pisanego 5 stycznia 1867 przez Stanisława Tarnowskiego do Artura Grottgera, bawiącego w Paryżu:
„Czy nie poznałeś tam Mariana Sokołowskiego, któregom Ci zarekomendował jako jednego z najwykształceńszych ludzi jakich znam?”
W początku 1868 roku przeniósł się na dłużej do Wiednia. Podróżował stamtąd do Turcji (1869), w roku 1870 odbył naukową podróż do Konstantynopola i Azji Mniejszej, czynił starania o objęcie stanowiska przedstawiciela Galicji na mającej odbyć się w 1873 roku Wystawie Powszechnej w Wiedniu.
W 1872 roku Sokołowski zapisał się na Uniwersytet Wiedeński i studiował historię, paleografię, zagadnienia kultury średniowiecza. Informacje, że Sokołowski zgłębiał również w Wiedniu historię sztuki – pod kierunkiem Maurycego Thausinga i Rudolfa Eitelberga von Edelber – nie znajdują potwierdzenia w źródłach. Jednakże już w roku następnym, 1873, Sokołowski przenósł się do Krakowa, aby dopełnić tryennium filozoficzne. W ramach tych studiów słuchał na Uniwersytecie Jagiellońskim wykładów Józefa Kremera (1806–1875), Józefa Szujskiego (1835–1883) a przede wszystkim Józefa Łepkowskiego – o zabytkach sztuki i przeszłości. Pod wpływem szczególnej atmosfery narodowej Krakowa, miasta w którym rozpoczęła właśnie działalność Akademia Umiejętności i jej Komisyja do Badania Historyi Sztuki, wobec ukształtowanego tam już wcześniej środowiska ludzi nauki i kultury skupionych wokół Towarzystwa Naukowego Krakowskiego (Łuszczkiewicz, Józef Łepkowski), Sokołowski postanawia pozostać w Krakowie. W tym czasie prowadzi już wykłady z historii sztuki w Muzeum Przemysłowym w Krakowie, nieco później wykłada też historię malarstwa niemieckiego, architektury i rzeźby w krakowskiej Szkole Sztuk Pięknych.
W 1878 doktoryzował się u prof. Józefa Łepkowskiego na podstawie pracy Ruiny na Ostrowie jeziora Lednicy. Studyum nad budownictwem w przedchrześcijańskich i pierwszych chrześcijańskich wiekach w Polsce (druk w 1876). Podstawę tej dysertacji stanowiły przeprowadzone wspólnie z Władysławem Łuszczkiewiczem badania archeologiczne. W listopadzie tego samego roku habilitował się z zakresu historii sztuki na Wydziale Filozoficznym Uniwersytetu Jagiellońskiego. Kolokwium habilitacyjne, prowadzone przez prof. J. Łepkowskiego i prof. J. Szujskiego, przekonało władze Uniwersytetu, że „Kandydat odpowiedziami swoimi udowodnił, iż przedmiot historii i archeologii sztuki, którego pragnie być docentem prywatnym jest mu dokładnie znany”.
Mianowany 7 lutego 1882 profesorem nadzwyczajnym historii sztuki, wypełniał Sokołowski obowiązki uniwersyteckie praktycznie aż do śmierci. 23 maja 1888 mianowany został profesorem zwyczajnym, w 1910 zaś – profesorem honorowym Uniwersytetu Jagiellońskiego. Poza zajęciami ze sztuki starożytnej, średniowiecznej i nowożytnej po wiek XIX, miał też Sokołowski monograficzne wykłady o Leonardzie da Vinci, Rafaelu i Michale Aniele, Dürerze i Holbeinie, Giotto, Tycjanie, historii sztuki baroku włoskiego, źródłach ikonografii średniowiecznej itd. Łączył przy tym wykłady z ćwiczeniami przy oryginalnych dziełach sztuki, co w czasach jego było nie tylko atrakcją dla słuchaczy, ale też stanowiło miarę metodologicznej nowoczesności wykładowcy. Z osobą Sokołowskiego ściśle łączy się organizacja pierwszej na ziemiach polskich katedry historii sztuki w 1882 (obecnego Instytutu Historii Sztuki Uniwersytetu Jagiellońskiego), w której pod opieką profesora wychowała się pierwsza generacja polskich historyków sztuki (Emmanuel Świeykowski, Feliks Kopera, Tadeusz Szydłowski, Julian Pagaczewski, Franciszek Klein, Jerzy Mycielski, Adolf Szyszko-Bohusz, Nikodem Pajzderski oraz inni). Kolejne katedry historii sztuki powstały dopiero w 1893 we Lwowie (Jan Bołoz Antoniewicz) oraz w 1917 w Warszawie – objęta przez Zygmunta Batowskiego.
Prócz pracy uniwersyteckiej, w 1884 roku Sokołowski wraz z Jackiem Malczewskim i archeologami austriackimi wziął udział w wielkiej ekspedycji naukowej do Pamfilii i Pizydii, zorganizowanej i sfinansowanej przez Karola Lanckorońskiego. Podczas tej wyprawy odkrył jedno z nielicznych zachowanych inskrypcji w starożytnym języku luwijskim w pobliżu miejscowości Köylütolu w zachodniej Turcji. Wiosną 1895 roku odbył ponadto podróż naukową do Niemiec, Holandii i Anglii, zaś w 1904 – do Moskwy i Petersburga.
Drugim polem aktywności naukowej Mariana Sokołowskiego była Akademia Umiejętności. Jej korespondentem został w 1880, a członkiem czynnym w 1884. W latach 1872–1882 był przy W. Łuszczkiewiczu sekretarzem akademijnej Komisji Badania Historii Sztuki, a od 1892 do śmierci – jej przewodniczącym. W pełni urzeczywistnił wówczas swój autorski program reform z 1887, mających na celu „podniesienie pożyteczności i ożywienie działalności Komisyi”.
W 1893 roku Sokołowski przejął po Łepkowskim stanowisko dyrektora Muzeum Książąt Czartoryskich w Krakowie, a także kierownictwo Muzeum Sztuki i Archeologii (wcześniej – Gabinet Archeologii Uniwersytetu). Od 1887 był członkiem korespondentem wiedeńskiej Ck Komisji centralnej do badania i konserwacji zabytków sztuki i pomników historycznych (K.K. Central-Commission zur Erforchung und Erhaltung der Kunst- und historischen Denkmale), w grudniu 1889 zostaje obrany zastępcą przewodniczącego Grona Konserwatorów Galicji Zachodniej, zaś 13 marca 1894 – jego przewodniczącym (zastępcą został wówczas Stanisław Tomkowicz).
W tym czasie Sokołowski przyczynił się walnie w organizacji wielkich przedsięwzięć wystawienniczych w Krakowie – Wystawy Obrazów Dawnych Mistrzów (1892), ekspozycji zabytków z czasów Jana III Sobieskiego (1883) i Wystawy Starożytności we Lwowie (1894). W 1894 roku został członkiem czynnym Moskiewskiego Towarzystwa Archeologicznego. Był też członkiem honorowym Towarzystwa Przyjaciół Sztuk Pięknych. Po śmierci Jana Matejki był jednym z założycieli towarzystwa imienia malarza, twórcą Towarzystwa im. Jana Matejki, a tym samym muzeum Artysty, które otwarto w Krakowie 6 marca 1898 roku.

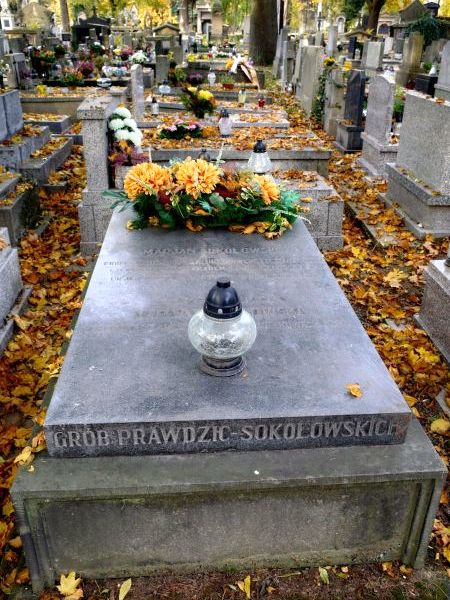
Grób Mariana Sokołowskiego w Krakowie

Wiedza Sokołowskiego, opublikowany dorobek naukowy (200 prac ogłoszonych drukiem), a także wybitne osiągnięcia badawcze zapewniły mu członkostwo Rady Artystycznej Ministerstwa Sztuki i Nauki w Wiedniu, Towarzystwa Archeologicznego w Moskwie, Towarzystwa Badaczy Historii Sztuki we Wrocławiu, Instytutu Archeologicznego w Wiedniu, Towarzystwa Starożytności „Prusssia” w Królewcu, Akademii Nauk w Petersburgu oraz Pradze.
Działalność uniwersytecka i społeczna profesora znalazła uznanie w postaci nominacji na radcę dworu wiedeńskiego (1901), nadaniu mu austriackiego Krzyża Kawalerskiego Orderu Leopolda (1890), włoskiego Krzyża Komandorskiego Orderu Korony i austriackiej Odznaki Honorowej za Dzieła Sztuki i Umiejętności „Litteris et Artibus” (1909). W 1902 roku Akademia umiejętności wyróżniła go nagrodą im. Probusa Barczewskiego za „Studya do historyi rzeźby w Polsce w XV i XVI wieku” (1901).
„Jako badacza sztuki cechowała Sokołowskiego niewyczerpana erudycja, rzadko spotykana wszechstronność zainteresowań i podejmowanych przez niego tematów, a równocześnie metoda właściwa naukom historycznym. Wywody swoje rozpoczynał zawsze od bezpośredniego oglądu i szczegółowej analizy zabytku, a wspierał je materiałami źródłowymi archiwalnymi w zakresie jego powstania i dziejów, oraz znakomitą znajomością literatury przedmiotu, po której poruszał się ze zdumiewającą swobodą. Stąd każdy omawiany przez niego zabytek polski lub na ziemiach polskich zachowany uzyskiwał oprawę widzenia z perspektywy rozwoju całej sztuki europejskiej. [...] Łatwo zdobyte uznanie nie zachęciło go jednak do szukania sławy zagranicą i pracy nad sztuką światową; uważał za swój obowiązek przede wszystkim pracę nad sztuką polską i wzbogacenie literatury polskiego narodu, gdyż był nie tylko wielkim uczonym, lecz i wielkim patriotą”.
„Wszechstronny erudyta, świetny znawca sztuki europejskiej, a przy tym sprawny organizator, swą osobowością ukształtował na długie lata oblicze krakowskiej historii sztuki”.
Został pochowany na cmentarzu Rakowickim w Krakowie.

## Upamiętnienie
8 sierpnia 2021 r. w Czyżewie po rewitalizacji został otwarty zabytkowy park, jego patronem stał się profesor Marian Sokołowski.